# Campeonato Paraense de Futebol de 2003
O Campeonato Paraense de Futebol de 2003 foi a 91º edição da divisão principal do campeonato estadual do Pará. O campeão foi o Remo que conquistou seu 39º título na história da competição. O Tuna Luso foi o vice-campeão. O artilheiro do campeonato foi Marajó, jogador do Sport Belém, com 11 gols marcados.

## Classificação

### 1ª fase (Taça ACLEP)
| Taça ACLEP de 2003          |
| Belém                       |
| --------------------------- |
| Carajás Campeão (2º título) |

### Participantes (Fase Principal)
| Equipe          | Cidade          | Em 2002             | Estádio            | Capacidade | Títulos (mais recente) | Part. |
| --------------- | --------------- | ------------------- | ------------------ | ---------- | ---------------------- | ----- |
| Águia de Marabá | Marabá          | 7º (Primeira Fase)  | Zinho de Oliveira  | 5.000      | 0 (não possui)         | 4     |
| Ananindeua      | Ananindeua      | 4º (Fase Principal) | Souza              | 5.000      | 0 (não possui)         | 4     |
| Carajás         | Outeiro (Belém) | 5º (Primeira Fase)  | Ilha de Outeiro    | 5 000      | 0 (não possui)         | 3     |
| Paysandu        | Belém           | 1º (Fase Principal) | Curuzu             | 16.200     | 40 (2002)              | 87    |
| Remo            | Belém           | 3º (Fase Principal) | Baenão             | 12.000     | 38 (1999)              | 87    |
| São Raimundo-PA | Santarém        | 5º (Fase Principal) | Colosso do Tapajós | 16.000     | 0 (não possui)         | 6     |
| Sport Belém     | Belém           | 8º (Primeira Fase)  | Curuzu             | 16.200     | 0 (não possui)         | 34    |
| Tuna Luso       | Belém           | 2º (Fase Principal) | Souza              | 5.000      | 10 (1988)              | 69    |

### Final
| 30 de Março | Tuna Luso | 2 – 1 | Remo | Mangueirão, Belém |
| 16:00       |           |       |      |                   |

| 6 de Abril | Remo                                                    | 4 – 0 | Tuna Luso | Mangueirão, Belém               |
| 16:00      | André Silva 6' · Helinho 56' · Gian 84' · Valdomiro 85' |       |           | Árbitro: PR Héber Roberto Lopes |

## Premiação
| Campeonato Paraense de 2003 |
| Belém                       |
| --------------------------- |
| Remo Campeão (39º título)   |